# Alfred Hoche
Alfred Erich Hoche (pronunciación en alemán: [ˈalfʁeːt ˈeːʁɪç ˈhɔxə]; 1 de agosto de 1865, Wildenhain, Provincia de Sajonia - 16 de mayo de 1943, Baden-Baden) fue un psiquiatra alemán conocido por sus escritos sobre eugenesia y «eutanasia».

## Biografía
Hoche estudió en Berlín y Heidelberg, y se tituló como psiquiatra en 1890. Se mudó a Estrasburgo en 1891. Desde 1902 fue profesor en Friburgo de Brisgovia, cuya clínica psiquiátrica dirigió. Fue un férreo opositor de la teoría del psicoanálisis de Sigmund Freud. El conjunto de sus obras sobre el sistema de clasificación de las enfermedades mentales fue muy influyente. También publicó poesía bajo el seudónimo Alfred Erich.
Según el libro de Michael Burleigh Death and Deliverance, estaba casado con una mujer judía y dejó su puesto en Friburgo cuando los nacionalsocialistas llegaron al poder. Reprobó en privado el programa nazi de eutanasia cuando causó la muerte de un pariente suyo, aunque se fundaba en sus propias ideas. Después de perder a su único hijo en 1915, se volvió cada vez más taciturno y melancólico, y es probable que su muerte, en 1943, haya sido un suicidio.

## Publicaciones e ideas
'Permitir la destrucción de la 'vida indigna de ser vivida
En el libro de Binding y Hoche, este último llama a dar muerte a los enfermos mentales, en particular a los que han estado lo que él llama "mental o intelectualmente muertos" desde el nacimiento o la primera infancia.
Hoche inicia su texto, relativamente breve, advirtiendo a los lectores que en la sociedad de su tiempo (la Alemania de los años veinte) las muertes causadas por los médicos se daban por descontadas, al menos en ciertos casos. Señala el riesgo que los pacientes corren en las operaciones y los casos en que hay que matar a un niño en el parto para salvar la vida de la madre. Insiste en que ninguna de estas muertes es legal, y aunque un médico no siempre puede estar seguro de escapar a un proceso penal, son ejemplos de que la muerte ilegal es aceptada por la sociedad de la época.
Hoche propone la eutanasia como la concibe Binding, y arguye que si matar a una persona permitiera salvar otras vidas, se justificaría (utilitarismo). Hoche creía que se debía permitir la muerte de los pacientes que, según él, no tenían valor para la sociedad ni para sí mismos.
Hoche no pudo establecer una regla absoluta para el primer grupo (enfermedad incurable), pues no todos ellos habían "perdido el valor objetivo y subjetivo de la vida", así que centró la atención en el segundo grupo, el cual él suponía que ya lo había perdido. Se entendía que este grupo sería considerablemente mayor que el primero.
De nuevo Hoche vio una gran diferencia en las personas de este grupo y lo dividió en consecuencia: entre quienes habían enfermado en la madurez, luego de "haber sido mentalmente normales o por lo menos como la persona media durante parte de su vida" (demencia paralítica / demencia precoz) y quienes habían nacido con la enfermedad o esta se había presentado en la primera infancia. Hoche alegaba que nadie nacido así podría entablar jamás una relación emocional con su medio ambiente ni con su familia, mientras que quien había vivido normalmente la mayor parte de su vida habría tenido esa posibilidad. Esto le habría permitido mostrar gratitud o reverencia y vincular intensos recuerdos a esos sentimientos, lo que era importante tener en cuenta al decidir sobre si darle muerte, aunque no se podía equiparar con matar a otro ser humano.
Hoche sostenía que a los "mentalmente muertos" se los identifica fácilmente: no tienen una imaginación clara ni ningún sentimiento, deseo o voluntad. No tienen la menor posibilidad de adquirir un Weltbild [concepto del mundo] ni de relacionarse con su entorno. Sobre todo, carecen de conciencia de sí mismos y aun de la posibilidad de adquirir conciencia de su existencia. No tienen derecho subjetivo a la vida, pues sus sentimientos son simples y elementales, como los que se observan en los animales inferiores.
Hoche critica el "afán moderno", obstaculizador de nuestro "deber alemán", que se empeña en "mantener con vida a los más débiles" y "ha impedido los esfuerzos por prevenir al menos que los mentalmente muertos procreen", y habla de "elementos de menos valor", "debiluchos" o "existencias que son un lastre".
Luego Hoche empieza a argumentar a favor de matar a los discapacitados por razones puramente financieras. Al calcular la "carga financiera y moral" de una persona así para su entorno, el hospital y el Estado, Hoche afirmaba que quienes estaban "mentalmente muertos del todo" imponían un gran peso a "nuestra carga nacional".
El libro de Binding y Hoche, junto a los de Alfred Ploetz, Rupp y Jost, influyó direcamente en el programa de eutanasia nazi Aktion T-4 de los años treinta. Hoche postuló "que quizás un día llegaremos a la conclusión de que  la eliminación de los mentalmente muertos no es condenable desde el punto de vista penal ni moral, sino un  acto útil".
Hoche sostenía que el Estado podía ser visto "como un organismo, un cuerpo humano que —como todo médico sabe—, en beneficio de la supervivencia del todo, sacrifica o desecha partes que han perdido su valor o se han vuelto  dañinas". En el caso de los enfermos mentales, habían perdido su valor y se los debía desechar.
Hoche creía que sus ideas no tendrían amplia aceptación sino después de, "un cambio de conciencia, una constatación de la irrelevancia de la existencia de una sola persona en comparación con la de la totalidad... el deber absoluto de reunir toda la energía disponible y el sentimiento de pertenecer a una empresa más grande". Se puede afirmar que esto ocurriría mucho antes de lo que el mismo Hoche esperaba: poco más de un decenio más tarde, sus ideas se incorporaron a la ley alemana (nazi).

## Jahresringe: Innenansicht eines Menschenlebens
En sus comentarios a la segunda edición del libro de Hoche Jahresringe. Innenansicht eines Menschenlebens [Anillos anuales: una mirada al interior de la vida humana], Tilde Marchionini-Soetbeer, la editora, afirmó: "[…] por afecto a mi difunto amigo, que lo fuimos durante 20 años, me he encargado, con críticos comprensivos, de editar y aun suprimir partes del texto que... [Hoche] habría rechazado o son obsoletas o injustas". Entre ellas se incluían las ideas de Hoche "en torno al problema de la eutanasia". Marchionini sostenía que en 1950 Hoche habría rechazado la idea, "si hubiera sufrido las crueldades de las que los médicos son capaces, si se les da el derecho de matar".
En su libro, Hoche habla de los "siglos en que, en Alemania, era imposible viajar por el país sin ver a un pecador ahorcado; hace años tenían los nervios más fuertes que nosotros y estaban más dispuestos a recurrir a la horca. Había casos en que un juez bien capacitado podía realizar interrogatorios valiéndose de la tortura y enfrentarse a los ahorcados y su hedor mientras se pudrían" (p. 195).
A Hoche le interesaba la anatomía y participó en autopsias. Prefería los cuerpos que habían pasado por la guillotina "dada la importancia de contar con el material de investigación más fresco posible". Hoche refirió en detalle que había participado al menos en un experimento ilegal con un cuerpo así. Haciéndose pasar por ayudante, se introdujo donde se practicaba una autopsia para investigar los efectos de la electricidad en el sistema nervioso central, y conectó un motor oculto con el cuerpo para ver si podía hacer que se moviera.
Finalmente, una vez que la fiscalía le dio un permiso especial, Hoche pudo  experimentar con cuerpos de guillotinados a los dos minutos de la ejecución (p. 197).

## Actualidad de Hoche
Se ha acusado a los partidarios de la eutanasia de estar influidos consciente o inconscientemente por Hoche.
Varios autores en particular han señalado semejanzas entre los argumentos de Hoche y los del filósofo australiano Peter Singer.

## Publicaciones
- Jahresringe. Innenansicht eines Menschenlebens, 1933.
- Jahresringe. Innenansicht eines Menschenlebens, Lehmans Verlag, Múnich, 1950, ed. de Tilde Marchionini-Soetbeer.
- Binding, K. A Hoche, Die Freigabe der Vernichtung lebensunwerten Lebens. Ihr Maß und ihre Form, Felix Meiner Verlag, Leipzig, 1920, 1922.